# 分散式發電

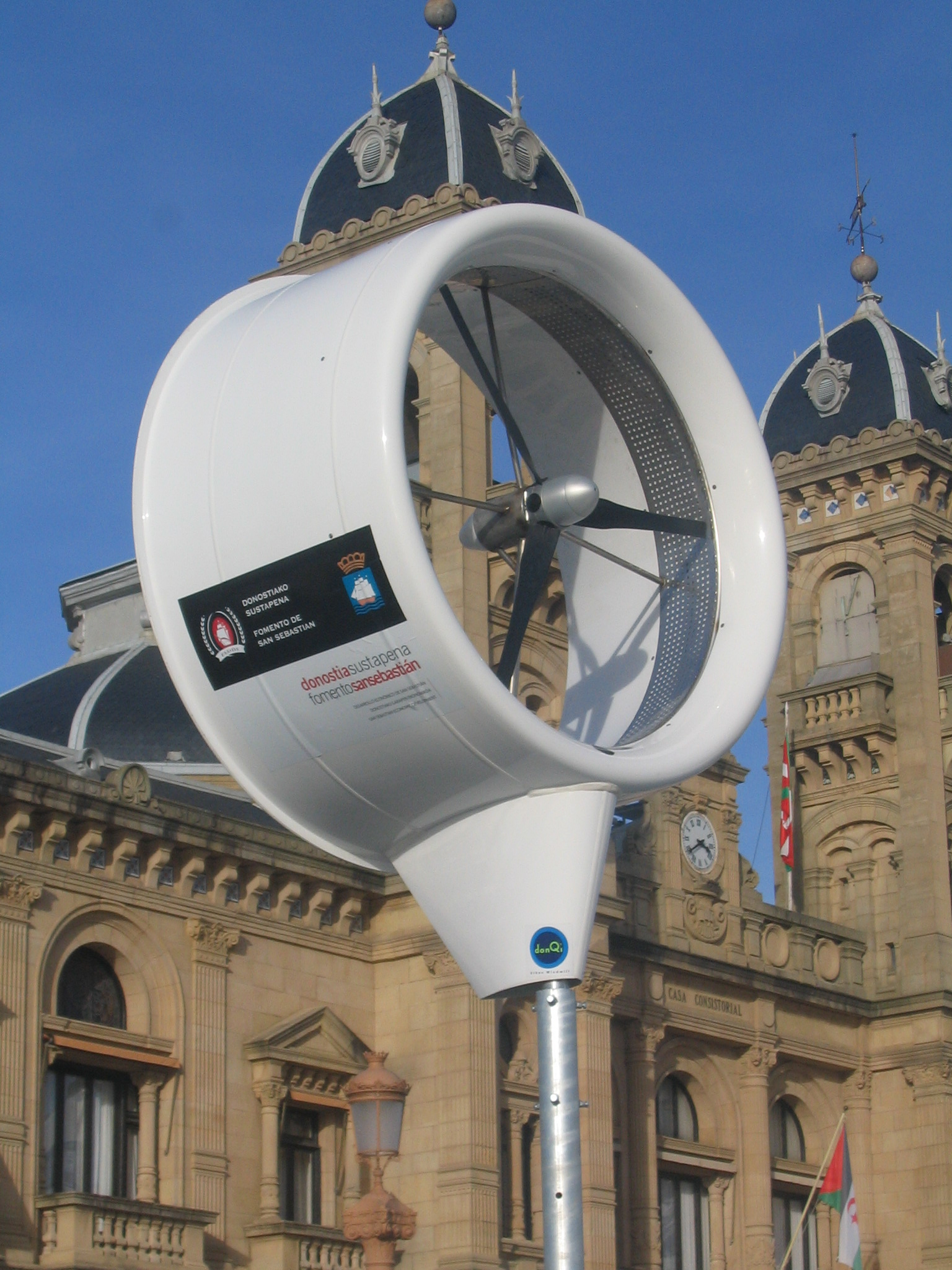
本地风力发电机，西班牙，2010年

分散式發電（英語：Distributed Generation，DG），也可稱為分佈式發電、分散型發電、分散发电，是用多種小型，連接電網的設備發電和储能的技術與系統。顧名思義，是屬於一種較為分散的發電方式，與分散式發電相對的是集中式發電。
常規發電站，如燃煤，天然氣和核電站，以及水壩和大型太陽能發電站，是集中式發電，並且通常需要把電力進行長距離傳輸。相比之下，分散式發電系統是分散的，模塊化的和更靈活的技術，即位置接近它們所服務的負載，雖然具有僅為10兆瓦（MW）或更小的容量。

## 分散式發電的範疇
分散式發電指的是較靠近負載端且發電容量較小的小型發電設備所組成的系統，主要包含下列幾種
- 热电联产(CHP)与 微型热电联产
- 燃料電池
- 太陽能發電
- 風力發電
- 斯特林发动机
- 往复式发动机
- 柴油引擎、汽油引擎

## 分散式發電的好處
- 減少輸電損失：由於分散式發電大多較靠近供電區，故可避免因長程電力傳輸所造成的損失
- 能為不便建立長途電網的區域就地生產
- 可以利用發電廢熱來供應熱水、暖氣，甚至可以使用吸收式冷卻系統來供冷

## 分散式發電的不利之處
- 維修據點較多
- 佔地龐大
- 儲電裝置限制
- 燃料供應問題
- 大型集中式發電對於處理污染的成本較低
- 電價較高，發電廠大規模生產能降低平均成本（規模經濟）
- 來源多屬不穩定發電源
- 由於無長途電網支撐，若發生發電環境不佳或是天災導致損壞，短期難以恢復供電